# Тропска плућна еозинофилија
Тропска плућна еозинофилија (ТПЕ) је хиперреактивни плућни синдром којинастаје као одговор на заробљене микрофиларије у плућном ткиву. Карактеришу је ноћни кашаљ, диспнеја и пискање у грудима. Кључни чиниоци за дијагнозу ТПЕ су историја путовања у ендемски регион у коме влада лимфна филаријаза, периферна еозинофилија >3.000/мм3 и повишен ниво ИгЕ у серуму и присуство антифилариозних антитела.
Терапија диетилкарбамазином даје добре резултате. Упркос лечењу, утврђено је да блага интерстицијска болест плућа и даље перзистира код неких пацијената, што намеће потребу за евалуацијом, проценом и лечењем пацијената са ТПЕ од стране мултидисциплнарног тима лекара спацијалиста.

## Епидемиологија
Тропска плућна еозинофилија може се јавити у било ком тропском подручју, али се најчешће налази у филаријским ендемским регионима као што су:
- индијски потконтинент,
- југоисточна Азија,
- Јужна Америка
- Африка.
- Западне земље, у којима сје повећане учесталост болести због миграција између континената.

ТПЕ се чешће јавља код неимуних појединаца (особа које су путовале у ендемске регионе) него код особа које стално бораве у ендемским регионима због имунитета који је развијен против филаријских инфекција. 
Озбиљност инфекције је обично висока код особа са ослабљеним имунитетом.
Полне разлике
ТПЕ је 4 до 7 пута чешћи код мушкараца него код жена.
Старосне разлике
ТПЕ најчешће погађа младе одрасле особе.

## Етиологија
Тропска плућна еозинофилија (ТПЕ) је реакција преосетљивости типа 1 на микрофиларије заробљене унутар плућног паренхима. Врсте које изазивају филаријазу код људи су:
- Wuchereria bancrofti,
- Brugia malayi,
- Brugia timori.

Ове нематоде или ваљкасти црви живе у лимфном систему и крвотоку људи. Филаријаза се шири од особе до особе убодом комараца (који служе као вектори болести) W. bancrofti Culex, Anopheles и  Aedes mosquitoes.
- Неки од ваљкастих црва који изазивају ТУП
- Wuchereria bancrofti
- Brugia malayi

## Патофизиологија
Постоји неколико теорија за патогенезу ТПЕ, али тачан механизам је још увек нејасан. Еозинофили играју централну улогу у патогенези ТПЕ. Микрофиларије се повремено ослобађају из лимфног система, који бива заробљен у плућној микроциркулацији. Ово покреће имуни одговор ослобађањем еозинофила. Еозинофил дегранулира ослобађајући еозинофилни катјонски протеин (ЕЦП), неуротоксин изведен из еозинофила (ЕДН), главне базичне протеине (МБП) и еозинофил пероксидазу (ЕПО), који помаже у чишћењу микрофиларија, и изазива оштећење плућа. Активација комплимента и опсонизација антифиларијским антителима такође помажу у уклањању микрофиларија. Претпоставља се да је МБП-2 повезан са хиперактивношћу дисајних путева и индукује интерлеукин (ИЛ)-4, док интерферон (ИФН)-гама потискује хиперактивност дисајних путева изазвану микрофиларијама. Микрофиларије у плућној циркулацији такође стварају преактиван системски и плућни ТХ2 одговор што доводи до повећаних нивоа ИЛ-4, ИЛ-5, филаријално-специфичних ИгГ, ИгМ, ИгЕ антитела и масивне плућне еозинофилије.
Показало се да Бм22-25, главни антиген ларви инфективног Л3 стадијума Brugia malayi, индукује производњу ИгЕ код пацијената са ТПЕ. Утврђено је да гама-глутамил транспептидаза присутна на површини хуманог плућног епитела има сличности са гама-глутамил транспептидазом која се налази у ларвама инфективног Л3 стадијума. Стога је предложено да филаријална гама-глутарил транспептидаза игра важну улогу у патогенези ТПЕ. Третман диетилкарбамазином (ДЕЦ) потискује интензиван еозинофилни алвеолитис уочен код пацијената са ТПЕ.
Неке студије показују да се оксиданти попут супероксида и водоник пероксида ослобађају из инфламаторних ћелија доњег респираторног тракта, које изазивају акутни и хронични облик ТПЕ. Стога је потребан кратка кура кортикостероида да би се сузбила производња оксиданата.

## Клиничка слика
Симптоми и знаци ТПЕ  су:
- упорни или понављајући кашаљ који се погоршава ноћу,
- замарање,
- губитак тежине
- ниска (субфебрилна) температуром код особе која је живела или путовала у области где је филаријаза ендемска

## Дијагноза
Основни критеријуми за постављање дијагнеозе ТПЕ укључују:
- анамнеза која подржава изложеност лимфној филаријази,

- број периферних еозинофила већи од 3 × 109/L),

- повишен ниво ИгЕ у серуму (>1.000 kU/L),

- повећани титри антифиларијских антитела,

- периферна крв негативна на микрофиларије,

- клинички одговор на диетилкарбамазин.

Високи титри антифиларијских ИгГ на микрофиларије често резултују унакрсном реактивношћу са другим нефиларијским антигенима хелминта, као што су  Strongyloides и Schistosoma  антигени, као што је показано у пријављеним случајевима. 
Важно је искључити друге паразитске инфекције пре него што се коначно дијагностикује ТПЕ, серолошким тестовима, прегледом узорака столице у лабораторији (што захтева преглед лаборанта се искуством у паразитским инфекцијама) или испитивањем антхелминтичких лекова. 
Радиолошки налази су неспецифични, са нормалним изгледом на рендгенском снимку грудног коша код до 20% пацијената. Биопсија плућа није део рутинске дијагностичке обраде тропске плућне еозинофилије.

## Диференцијална дијагноза
Друге паразитске инфекције, као што су зооноза филарије, дирофиларијаза, аскариаза, стронгилоидијаза и болест анкилостома, такође се могу помешати са ТПЕ због преклапања клиничких карактеристика, серолошког профила и одговора на диетилкарбамазин.

## Терапија
Потврђени случај тропске плућне еозинофилије се лечи диетилкарбамазином   21 дан. Лек је активан и против микрофиларија и против одраслих јединки. Знаци и симптоми драматично реагују са диетилкарбамазином, што је карактеристика ТПЕ.
Истовремена терапија са кортикостероидима смањује запаљење дисајних путева у хроничном окружењу. Претпоставља се да инфламаторне ћелије доњег респираторног тракта ослобађају супероксид и водоник пероксид, који изазивају хроничну упалу респираторног тракта и благу интерстицијску болест плућа коју смањују кортикостероиди. Инфекцију са стронгилоидијазом у плућима треба искључити пре почетка терапије кортикостероидима због ризика од дисеминоване инфекције.
Остали ллкови који се користе за лечење укључују ивермектин (делује на микрофиларије) и албендазол (делује на одрасле црве).